# Françoise Gange
 (août 2021).
Si vous disposez d'ouvrages ou d'articles de référence ou si vous connaissez des sites web de qualité traitant du thème abordé ici, merci de compléter l'article en donnant les références utiles à sa vérifiabilité et en les liant à la section « Notes et références ».
Françoise Gange, née Monique Lieutier le 11 juillet 1944 – morte le 2 mai 2011, est une philosophe une romancière et une socio-ethnologue française.

## Biographie
Diplômée de sociologie, elle est spécialiste du mythe de la Grande Déesse[réf. nécessaire].
Née au Cannet en 1944, Françoise Lieutier mène d'abord une brève carrière de professeur de philosophie. Elle enseigne successivement aux lycées français de Ouagadougou (Haute-Volta) et d'Abidjan (Côte d'Ivoire), avant de rentrer en France et de finir sa carrière au lycée Clemenceau, à Nantes. Un grave maladie l'incite à quitter l'enseignement en 1982 pour se consacrer à sa vraie passion, l'écriture, sous le nom de Françoise Gange. Son troisième roman, La ville plus basse que la mer, autour du mythe de la ville d'Ys, la plonge dans l'époque des débuts du christianisme. C'est le début d'une révélation, et d'un intérêt toujours plus profond pour l'origine des mythes, et particulièrement ceux associés à la Déesse mère.

## Ouvrages
- 1985 : Amina[4], éd. Denoël
- 1988 : Le gout du rhum blanc[5], éd. Flammarion
- 1991 : La ville plus basse que la mer, éd. Flammarion
- 1998 : Les dieux menteurs, éd. Indigo Côté Femmes
- 2002 : Les Dieux menteurs, éd. La renaissance du livre (réédition)
- 2005 : Jésus et les femmes, éd. Alphée (réédition)
- 2006 : Avant les Dieux, la Mère universelle, éd. Alphée
- 2007 : Le viol d'Europe ou le féminin bafoué, éd. Alphée